# راندال هايد
راندال هايد (بالإنجليزية: Randall Hyde)‏ هو مطور برمجيات أمريكي، ولد في 1956. معروفٌ كمؤلف كتاب فن البرمجة بلغة التجميع, كتاب مشهور عن البرمجة بلغة التجميع. صَنَعَ لغة التجميع عالية المستوى.

## وصلات خارجية
- راندال هايد على موقع إن إن دي بي (الإنجليزية)